# Anthony Creevey
Anthony Creevey ist ein irischer Politiker.

## Leben und Wirken
Creevey begann seine politische Karriere in der Democratic Left. 1997 kandidierte er für diese Partei im Wahlkreis Dublin North East für einen Sitz im Dáil Éireann. Es gelang ihm jedoch nicht, ein Mandat zu erringen. 1999 wurde er für die Irish Labour Party, der sich die Democratic Left im selben Jahr angeschlossen hatte, in den Stadtrat von Dublin (Dublin City Council) gewählt. 2000 wechselte Creevey in die Fianna Fáil. Während seiner Zeit als Mitglied des Stadtrates war er ab dem 10. Juni 2002 kurzzeitig Oberbürgermeister der Stadt (Lord Mayor of Dublin). Nachdem er 2004 nicht mehr zur Stadtratswahl antrat, kandidierte Creevey stattdessen für einen Sitz im Stadtrat von Naas (Naas Town Council), dem er dann von 2004 bis 2009 angehörte.
Creevey ist verheiratet und hat zwei Kinder. Neben seiner politischen Karriere arbeitete er als Lehrer und ist aktuell Direktor des Grange Community College in Dublin.